# Protestos na Mongólia em 2022
Protestos em massa e tumultos começaram na capital da Mongólia, Ulã Bator, em 4 de dezembro de 2022. O motivo do protesto foi um escândalo de corrupção envolvendo o roubo de $12,9 bilhões em carvão.
As autoridades mongóis se reuniram com os manifestantes e prometeram investigar o caso. Um comitê de investigação foi anunciado pelo parlamento e vários oficiais suspeitos de roubo de carvão foram presos. Uma audiência pública está prevista para 21 de dezembro de 2022. As autoridades mongóis também anunciaram planos para reformar a mineradora Erdenes Tavaltogol para combater a corrupção.

## Antecedentes
A mídia local informou que a causa do descontentamento civil foi o envolvimento de muitos políticos no roubo de carvão para exportação. Segundo dados não oficiais, cerca de 6,5 milhões de toneladas de carvão foram supostamente roubadas da Mongólia. Constata-se também que, na China, os envolvidos no roubo de carvão da Mongólia foram executados e foi enviada uma lista com os nomes dos funcionários mongóis envolvidos neste caso. Os manifestantes exigiram que seus nomes fossem anunciados. Khishgeegiin Nyambaatar, Ministro da Justiça e Assuntos Internos da Mongólia, disse que o governo solicitou por meio de canais diplomáticos às autoridades de Pequim cooperação com a promotoria chinesa que investiga o caso de roubo de carvão.
Conforme observado, a Mongólia exporta até 86% de seus produtos para a China, com mais da metade desse volume representado pelo carvão. O valor das exportações de carvão da Mongólia saltou para $4,5 bilhões nos primeiros 9 meses de 2022.

## Protestos

### 4 de dezembro
Os manifestantes se reuniram em frente ao palácio do governo em Ulã Bator em 4 de dezembro e exigiram os nomes das autoridades que teriam desviado 44 trilhões (US$ 12,8 bilhões) de tugriks mongóis (MNT) em receitas de exportação de carvão do estado nos últimos dois anos. Vários manifestantes seguravam bandeiras nacionais e cartazes "Parem de roubar o povo" e "Pare de comer e pense no meu futuro". Várias centenas de manifestantes decidiram continuar o protesto na segunda-feira, dizendo que "iriam até o fim."
Na terceira maior cidade da Mongólia, Darhan, eles também exigiram que os nomes dos ladrões de carvão fossem anunciados e que suas propriedades fossem confiscadas. No domingo, os manifestantes marcharam pela cidade, entoando slogans como "Uni-vos contra os ladrões". Os manifestantes consideram que os direitos e liberdades dos cidadãos, consagrados na Constituição, são cada vez mais limitados e as suas vidas deterioram-se todos os dias.

### 5 de dezembro
Em 5 de dezembro, os manifestantes tentaram invadir o Palácio do Governo em Ulã Bator. Árvores de Natal foram queimadas na Praça Sukhbaatar. Os manifestantes bloquearam brevemente a principal avenida da capital, a Avenida da Paz. Os manifestantes também se dirigiram para a residência do primeiro-ministro, mas a polícia bloqueou o acesso.
As autoridades mongóis disseram ter criado um grupo de trabalho para dialogar com os manifestantes.
Foi relatado que o governo da Mongólia discutiu a situação três vezes e introduziu um "regime especial" sobre a empresa estatal de carvão Erdenes Tavantolgoy. O Ministro do Desenvolvimento Econômico nomeou cinco ex-diretores da empresa como suspeitos do roubo de carvão.

### 7–8 de dezembro
O primeiro-ministro da Mongólia, Luvsannamsrain Oyun-Erdene, se reuniu com os manifestantes para tentar acalmar a raiva pública sobre a corrupção. Ele admitiu que o carvão roubado na Mongólia é "uma questão pública" e será resolvido "da maneira mais oportuna" "de uma vez por todas".
O presidente do parlamento da Mongólia, Gombojav Zandanshatar, anunciou a criação de um grupo de trabalho para investigar a corrupção no carvão. A Comissão Permanente de Economia do Parlamento aprovou a proposta do grupo de trabalho de realizar uma audição pública que foi decidida para acontecer em 21 de dezembro e, dentro do período de preparação de 14 dias, o grupo de trabalho foi encarregado de organizar a coleta de opiniões dos cidadãos e envolver testemunhas e oficiais relevantes. Pessoal relevante foi encorajado a testemunhar e fornecer provas às autoridades legais, arriscando-se a ser responsabilizado criminalmente por ocultar um crime.
Em 8 de dezembro, o Ministro de Assuntos Internos, Khishgeegin Nyambatar, anunciou a prisão de vários suspeitos no caso de roubo de carvão, incluindo Battulgyn Gankhuyag, ex-diretor executivo da Erdenes Tavan Tolgoi, sua esposa, irmã e genro.

### 13 de dezembro
Várias centenas de manifestantes ainda se reuniram na praça central da cidade para pressionar por reformas e ações do governo.
O Ministro da Justiça e Assuntos Internos da Mongólia anunciou o plano de tornar a Erdenes Tavan Tolgoi pública para ajudar a eliminar a corrupção, afirmou que "Espera-se que isso acabe com os problemas de transparência no setor de mineração e a corrupção dos funcionários públicos." Ele acrescentou que todos os contratos assinados pela ETT já foram tornados públicos, detalhes dos proprietários de 25.000 caminhões envolvidos no transporte de carvão da ETT também foram divulgados. As autoridades mongóis também planejam nomear um auditor internacional de alto escalão para examinar as finanças da ETT.

## Reações internacionais
Em 5 de dezembro, a embaixada dos Estados Unidos na Mongólia respondeu aos protestos instando os cidadãos americanos a evitar manifestações e lugares lotados.
Em 6 de dezembro, o porta-voz do Ministério das Relações Exteriores da China, Mao Ning, respondeu a respeito deste incidente, "Como um vizinho amigável, a China acredita que o governo da Mongólia investigará e lidará adequadamente com o incidente. Se a Mongólia fizer tal solicitação, as autoridades competentes na China forneceram assistência necessária de acordo com as leis e regulamentos relevantes."

## Feridos
A mídia local escreve que quatro policiais do Palácio do Governo ficaram feridos e dois manifestantes ficaram feridos em um acidente durante o ataque. As autoridades anunciaram uma dispersão forçada da manifestação se os manifestantes não se dispersassem até as 22h, horário local.